# Apófisis
Apófisis (del griego clásico: apo, "desde"; y phusis "crecimiento") es, en anatomía, toda protuberancia natural de acumulación, crecimiento, hinchazón o proyección de un órgano.
Usualmente el término es reservado para las prominencias óseas articulares de las vértebras.

## Significado en osteología
La apófisis es la parte saliente de un hueso en la que este se articula o en la que se presentan las inserciones de los músculos.